# 山田新左衛門
山田 新左衛門（やまだ しんざえもん）は、戦国時代から安土桃山時代にかけての武将。下野国山田城主・山田辰業の家老。
天正13年（1585年）3月25日、下野宇都宮氏と那須氏が戦った薄葉ヶ原の戦いの時、宇都宮方であった山田城の留守を守っていたが、辰業が討死した後、辰業の正室・菊の前と侍女たちを守りながら城を脱出。山田城は那須勢に攻められ落城、追っ手に追いつかれたところを、菊の前の盾となり、菊の前一向を逃がして後、追っ手と戦い壮絶な討死を遂げた。
後世、新左衛門が討死した場所は、新左衛門原と呼ばれ、現在も小字名としてその名が残る。また、その忠義は後世において長く讃えられ、明治39年（1906年）5月5日には、泉村の日露戦役凱旋祝賀式が当地で行われている。ただ、当地のほとんどは山であり、頂上付近が広く平坦な場所であったり、山間に平坦地は多いが、新左衛門が具体的に討死した場所については、それを示す碑や資料は無く特定が困難である。